# Ensino conteudista
Ensino conteudista é um termo utilizado para se referir a uma tradição de ensino que prioriza a transmissão de conteúdos por parte do professor, enquanto a metodologia de ensino e aprendizagem e o aluno são deixados em segundo plano. Esse modelo predomina em grande parte das escolas do Brasil e em toda a história educacional do país, e se assemelha ao modelo bancário de educação descrito por Paulo Freire.
O modelo de educação conteudista se tornou alvo de muitas críticas, sendo considerado ultrapassado e acrítico por muitos pesquisadores da Educação; no entanto, continua predominando no sistema educacional brasileiro. Nesse modelo, a figura central é o professor, que é visto como um transmissor de cultura. O sistema de avaliação procura aferir a quantidade de informação absorvida pelo aluno e, especialmente nos últimos anos da educação básica, o ensino conteudista dá preferência à preparação do aluno para ingresso ao nível de ensino subsequente, com maior ênfase na aprendizagem mecânica (e baseada na repetição) e memorização do que em abordagens centradas na aprendizagem e no desenvolvimento cognitivo dos estudantes.